# توم جارنر
توم جارنر (بالإنجليزية: Tom Garner)‏ هو لاعب غولف أمريكي، ولد في 18 يوليو 1961 في فورت لودرديل في الولايات المتحدة.

## وصلات خارجية
- توم جارنر على موقع رابطة لاعبي الغولف المحترفين (الإنجليزية)